# Helicopter

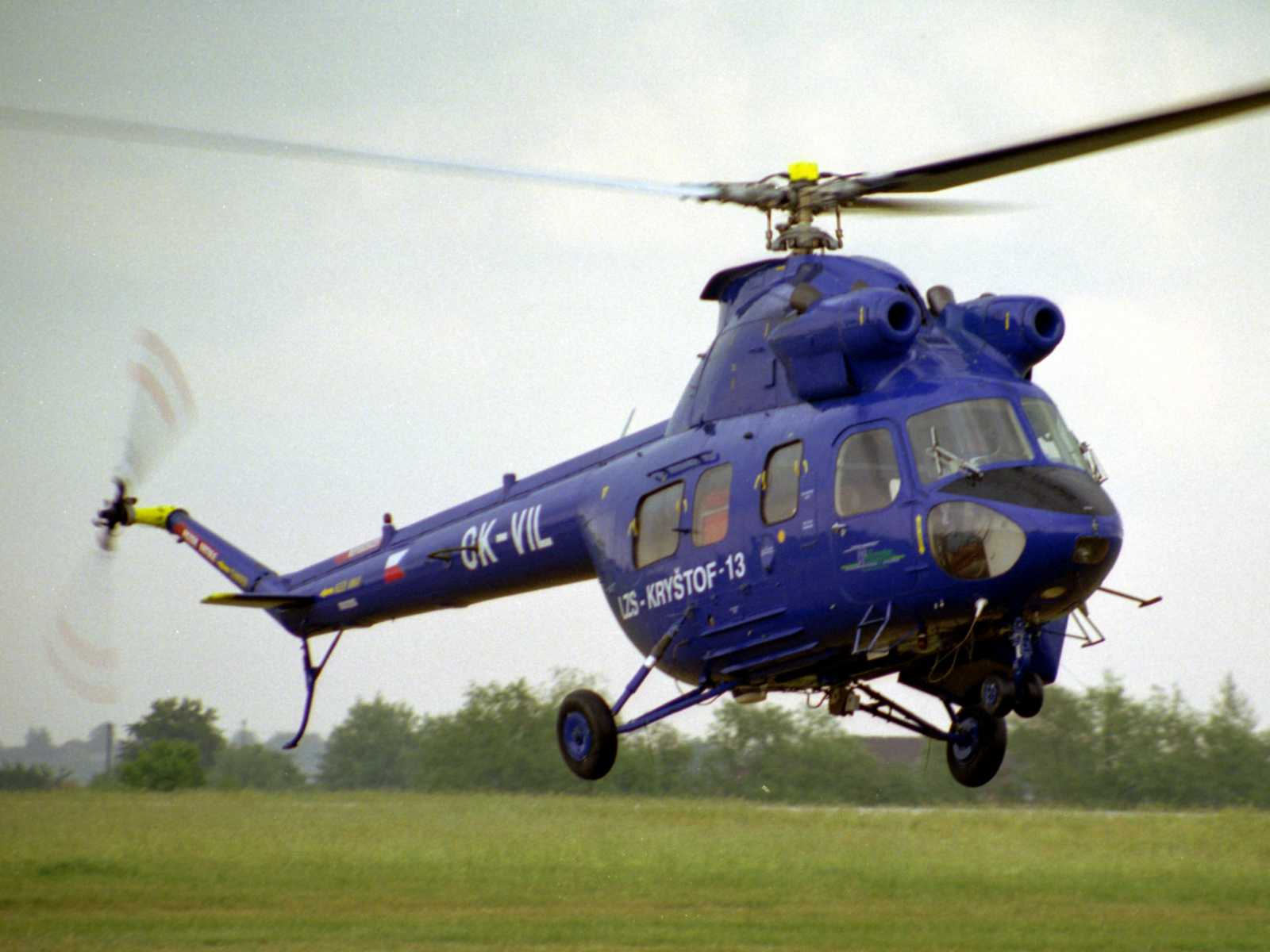
Vrtulník PZL Kania společnosti Helicopter sloužil do konce roku 2003 na stanici letecké záchranné služby Kryštof 13

HELICOPTER, s.r.o. byla letecká společnost v Česku. Společnost provozovala od roku 1994 letecké práce, ke kterým používala sovětské vrtulníky Mil Mi-2. K 1. lednu 1995 přebrala provoz letecké záchranné služby na stanici Kryštof 13 v Českých Budějovicích po Armádě České republiky. Armáda po dohodě zajišťovala provoz až do 6. ledna. Společnost Helicopter zpočátku používala pro provoz také vrtulníky Mil Mi-2, ale již v průběhu roku 1995 se ve službě objevil modernější polský vrtulník PZL Kania. Nový provozovatel přesunul stanici letecké záchranné služby z Letiště Planá u Českých Budějovic do Hosína. Společnost Helicopter očekávala, že vyhraje v roce 1997 výběrové řízení na provoz letecké záchranné služby na stanici Kryštof 07 v Plzni, a tak zakoupila další vrtulníky PZL Kania. Výběrové řízení vyhrála společnost Aerocentrum, která nebyla schopna provoz zajistit. V dubnu 1997 byly vrtulníky Mil Mi-2 a PZL Kania společnosti Helicopter demonstrativně připraveny k zahájení činnosti na stanici Kryštof 07. K tomu ale nedošlo, provoz nakonec přebrala Letecká služba Policie ČR. V témže roce došlo k havárii jednoho stroje PZL Kania (imatrikulace OK-WIM) a do služby se již nevrátil. Ke změně provozovatele letecké záchranné služby na stanici Kryštof 13 došlo v roce 2004, kdy stanici převzala společnost Alfa-Helicopter. Společnost Helicopter ukončila provoz letecké záchranné služby k 31. prosinci 2003. Vrtulník PZL Kania s imatrikulací OK-MIK, který nebyl ještě zcela splacený, se vrátil zpět výrobci a třetí vrtulník PZL Kania (OK-VIL) převzal jiný soukromý letecký dopravce.